# پوگشتال
پوگشتال (به آلمانی: Pöggstall) یک منطقهٔ مسکونی در اتریش است که در ناحیه ملک واقع شده‌است. پوگشتال ۲٬۵۹۴ نفر جمعیت دارد.